# Nissan Frontier
Se conoce con el nombre de Nissan Frontier, a una serie de camionetas producidas por el fabricante japonés Nissan. Se trata de una serie de camionetas pickup grande, las cuales fueron evolucionando en medidas y capacidades de carga. Su producción inició en el año 1997, llevando ya tres generaciones y con amplia presencia en diferentes mercados mundiales. Según el mercado en el que es vendida, se la ofrece bajo los nombres Navara, Terrano, Hardbody o NP-300. Sucedió a la primera generación de camionetas Nissan (conocidas como D21), que en 1987 habían reemplazado a la línea de camionetas ofrecidas a través de la subsidiaria Datsun.
Además de producirse bajo la marca Nissan, algunas de las generaciones de la Frontier fueron utilizadas como base para la creación de otros modelos de otras marcas, tales como las Dongfeng Rich (1.ª generación), Suzuki Equator (2.ª generación), Renault Alaskan (3.ª generación), Peugeot PickUp (1.ª generación) y Mercedes-Benz Clase X (3.ª generación).
Además de Japón, su producción también tuvo lugar en Estados Unidos (Tennessee), España (Barcelona), México (Aguascalientes), Brasil (São José dos Pinhais), Egipto (Guiza), Filipinas (Manila), China (Henan), Tailandia (Bangsaotong), Sudáfrica (Pretoria) y Argentina (Santa Isabel).
En su segmento, sus principales rivales son las Chevrolet S-10, Fiat Fullback, Ford Ranger, Mitsubishi L200, Toyota Hilux y Volkswagen Amarok.

## Antecedente (D21; 1985-1997)

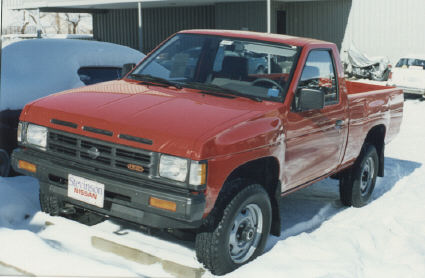
Nissan D21

La primera pickup producida por Nissan bajo su propia marca, fue lanzada en el año 1987 con el código interno D21. Con su lanzamiento, Nissan daba reemplazo a línea de utilitarios que venían siendo producidos bajo la marca Datsun, a la vez también de poner punto final a la producción de vehículos de esta marca, cerrando su línea de producción.
La producción de la pickup D21 se inició en 1985 y su producción prontamente acaparó distintos mercados alrededor del mundo. Fue la sucesora del Datsun 720, vendido como el Nissan Datsun Truck en Japón. El nombre Navara fue utilizado en algunos mercados como Australia. En los Estados Unidos, el nombre "Datsun" fue utilizado entre los años 1980 y 1983, siendo modificado en 1984 por el de "Nissan Datsun". Finalmente, a partir del año 1986 únicamente quedó el nombre "Nissan" para denominar a todas las divisiones automotrices del gigante japonés. No obstante, las camionetas Nissan continuaron comercializándose en el mercado nacional japonés como "Nissan Datsun". En Estados Unidos, la serie D21 era conocida extraoficialmente como Nissan Hardbody. Este nombre fue impuesto, debido a la rigidez de la estructura de "doble pared" que Nissan había desarrollado para la caja de carga de este nuevo modelo, quedando esta denominación como herencia para los demás modelos de la línea de producción.
El Hardbody fue producido para el mercado estadounidense desde noviembre de 1985 hasta 1997 y fue competencia directa para la pickup compacta de Toyota. El estilo de carrocería del Datsun 720 al Nissan D21 cambió en enero de 1986, siendo conocido como modelo 1986½. De esta forma, el nuevo D21 y el posterior Nissan Hardbody se distinguían fácilmente del estilo del Datsun 720, por sus dos faros grandes en lugar de cuatro luces más pequeñas y una apariencia menos cuadrada y más agresiva. En ese mismo año, hizo su aparición el SUV Nissan Pathfinder, el cual era un derivado de la pickup Hardbody y su producción comenzó con el código de chasis WD21.

## Primera generación (D-22; 1997)

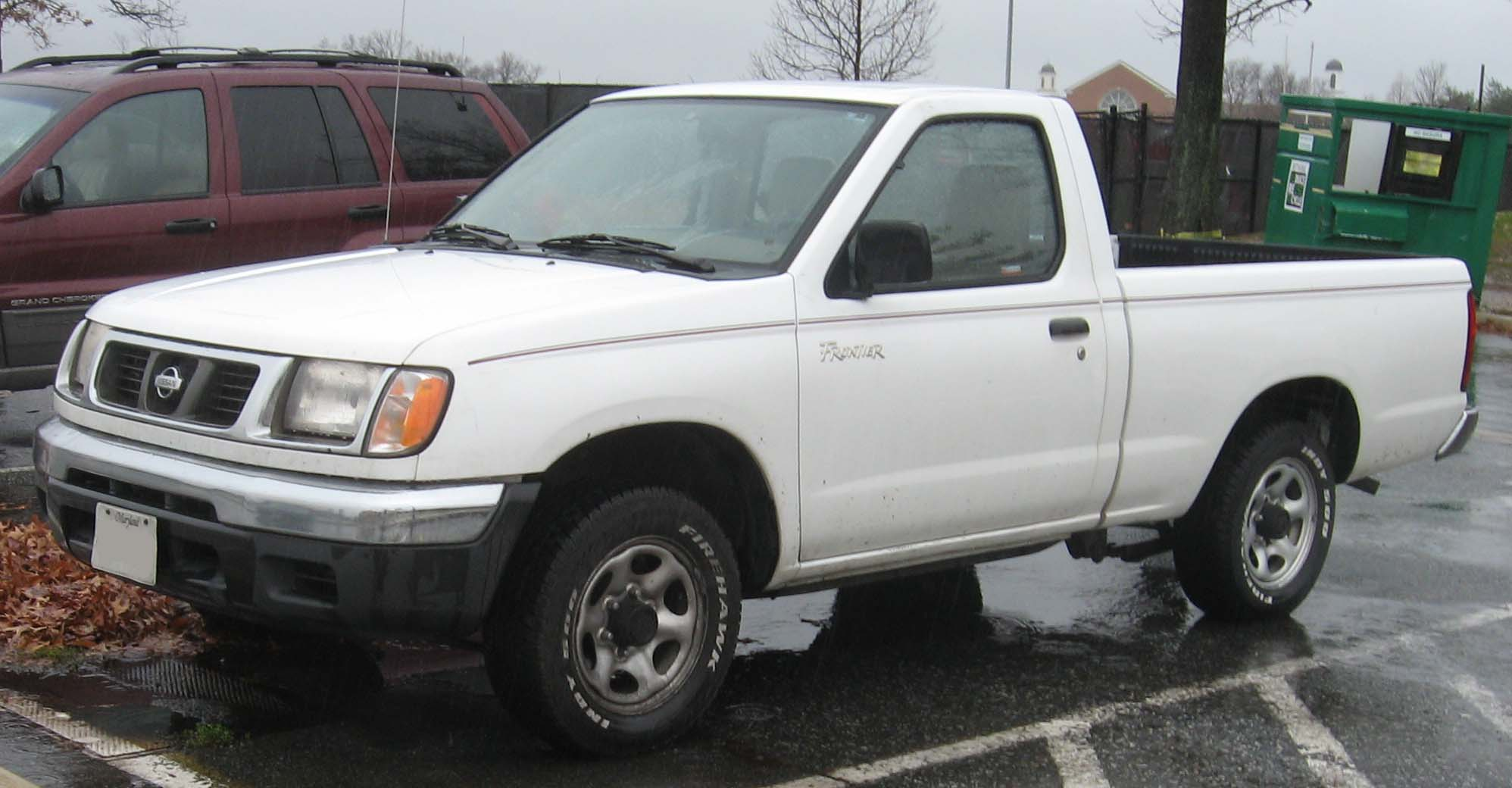
Nissan D22 Frontier Simple Cab, producida entre 1997 y 2000.

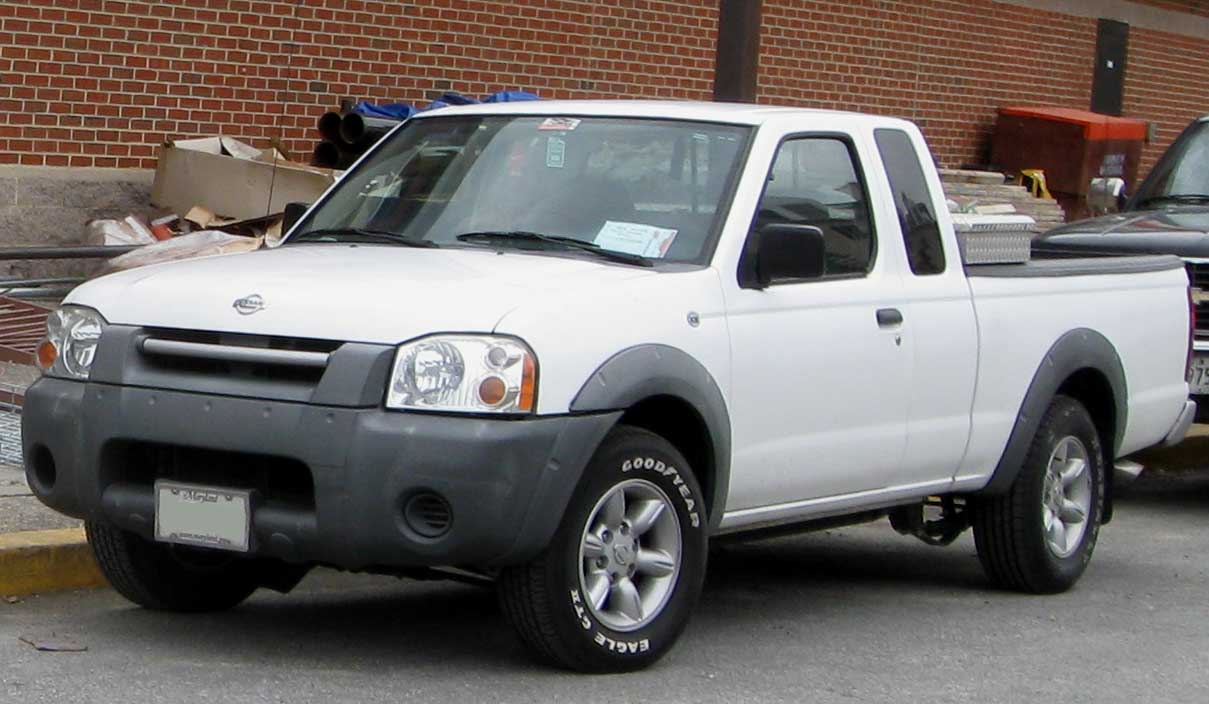
Rediseño del frente de una Nissan D22 Frontier, versión Crew Cab, producida entre los años 2001 y 2004.

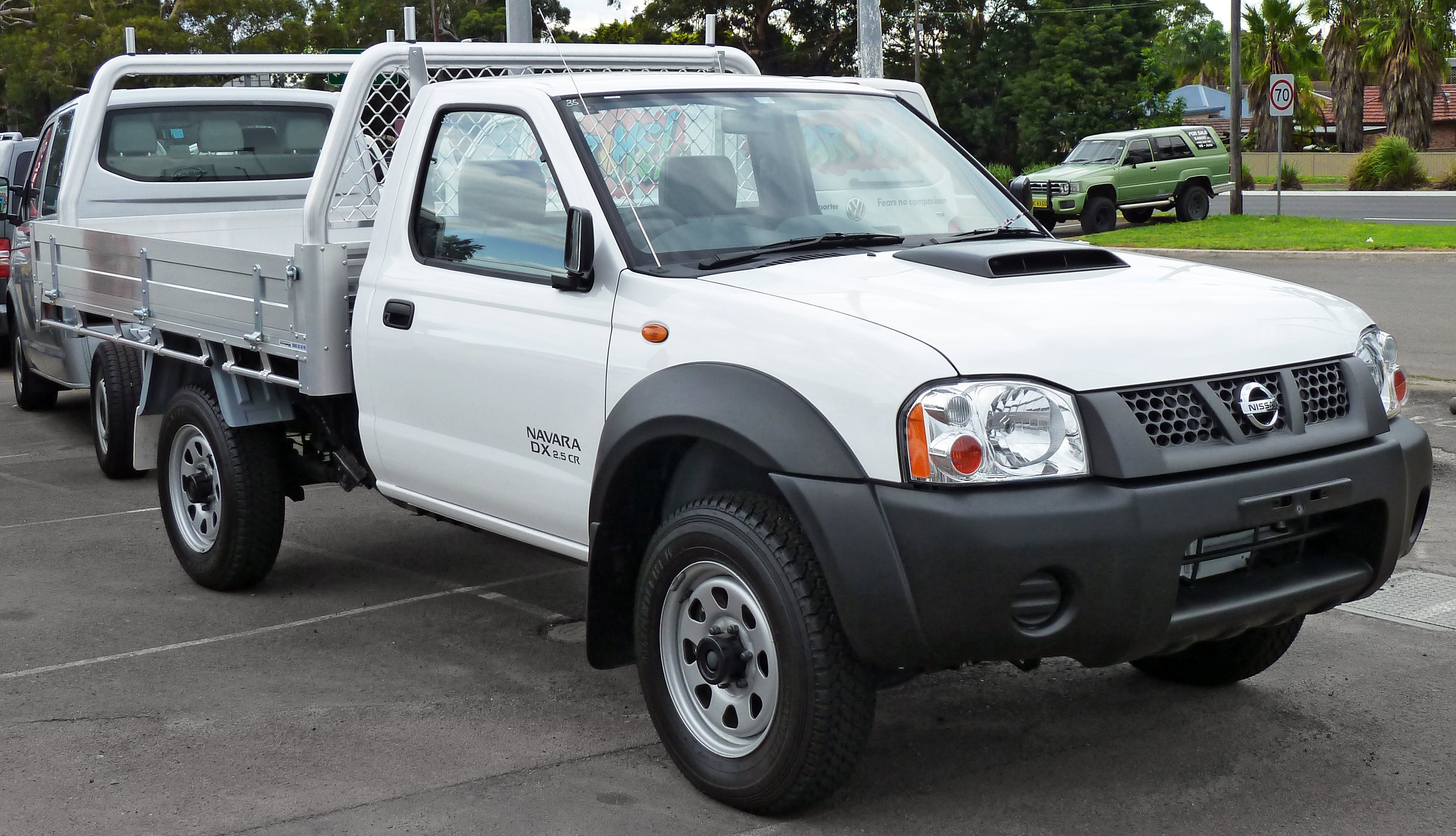
Rediseño del frente de una Nissan D22 Frontier del mercado australiano, producida entre los años 2010 y 2011.

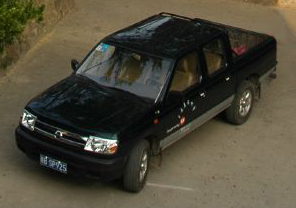
Dongfeng Rich

En 1997, Nissan presentó al mercado a su nueva generación de camionetas que sucedió a la serie D21, siendo conocidas bajo el código D22. Al mismo tiempo, en este año fue la primera vez que Nissan utilizaba el término Frontier para identificar a su camioneta insignia. La D22 fue estrenada en el año 1997 y su producción se extendió en los Estados Unidos hasta el año 2004, debido al lanzamiento de una nueva generación codificada como Serie D40. Sin embargo, a pesar de esto, la D22 siguió siendo producida como una alternativa más barata a la nueva D40 en muchos mercados. Fue desarrollada originalmente para suceder a la Serie D21, siendo diseñada por el Nissan Design International en La Jolla, California. Este diseño fue actualizado luego por NDI, en el año 1998.
Como se dijo al comienzo, en 1997 el D22 fue estrenado en el mercado de los Estados Unidos, siendo oficialmente ofrecida bajo el nombre de Nissan Frontier. Su producción se llevó a cabo en la planta de Nissan en Tennessee, desde 1997 a 2000. En ese período fueron presentadas las versiones Simple Cab, King Cab y Crew Cab, esta última introducida en 1999. Al mismo tiempo, los motores presentados fueron nafta y diésel, ambos de 2.4 litros. A su vez, presentaban dos tipos de transmisión, siendo siempre equipadas con cajas manuales de 5 velocidades, pero con opcional de tracción 4x2 o 4x4. Estos modelos fueron exportados a América Central y del Sur.
En febrero de 2000, fue presentada en el Salón del Automóvil de Chicago, la nueva Frontier para el año 2001, la cual presentaba un estilo más atrevido de diseño, con el objetivo de hacerlo más atractivo para compradores más jóvenes. La Frontier fue reformulada por completo luego del modelo 2004, lo que provocó el fin de la producción de la versión Simple Cab. Las principales reformulaciones de la Frontier, radicaron en su frontal, mostrando nuevas parrillas, parachoques y faros. En estos años, la Frontier comenzó a ser exportada a otros mercados, donde retomó el término Navara con el que era conocida la Serie D21. Justamente, el rediseño facial fue uno de los ítems en el que se basaron las principales diferencias que existieron en la producción de las Frontier con relación a las Navara, ya que en 2002 fue presentada una versión de Frontier con aditamentos en su carrocería, junto a un nuevo diseño frontal.
Con relación al mercado japonés, el desplome de la popularidad de las camionetas en el mercado automotor japonés, provocó que Nissan decida en el año 2002 la suspensión de la D22 en su mercado matriz, decisión que fue también imitada por varias terminales competidoras. La incompatibilidad de las normas tributarias, influyeron también en esta decisión.
Con relación a otros mercados, la planta de Egipto exportó la Frontier hacia el mercado de Medio Oriente, mientras que la de Sudáfrica hacía lo propio abasteciendo a los demás países africanos. En tanto que en México, la producción de la serie D22 inició en el año 2008, siendo ofrecida simplemente como D22 Pick Up y fue presentada en versiones Simple Cab (con caja larga y equipada con motores nafta o diésel de 2.4 litros, con opcional de tracción 4x2 o 4x4) y Crew Cab (solamente tracción 4x2 con motor nafta). Esta generación, recibió luego un rediseño en el año 2009.
En Australia, el D22 fue ofrecido bajo el nombre Navara y tuvo una primera generación que duró desde el reemplazo de la D21 hasta el año 2003, cuando se lanzó una nueva serie equipada con un nuevo motor diésel ZD30 y con una actualización en el diseño de su parte delantera. Las Navara Serie 2, resultaron ser más confiables en contrapartida con las Navara Serie 1, pero luego fueron reemplazadas por una tercera versión, equipada con un motor Common Rail 2.5L diésel mejorado. En este mercado, la D22 fue producida en paralelo a la nueva D40 hasta el año 2015, en el que fueron reemplazadas por la nueva Serie D23, vendida localmente como Navara NP300.
En Brasil, la producción de la nueva planta de Nissan inició en el año 2002, siendo producidas las versiones Crew Cab diésel 2WD o 4WD, manual de cinco velocidades o diésel de una sola cabina 2WD. Desde esta factoría, eran abastecidos los mercados de Argentina (todas las versiones) y México (Crew Cab, gasolina 2.4 litros, 2WD, manual de cinco velocidades).
En otro orden de cosas, la serie D22 fue también tomada por otros fabricantes para la construcción de otras versiones bajo sus propios logotipos. Fue así que en junio de 2017, Peugeot anunció la producción del Peugeot Pick-Up para los estados del norte de África. Esta camioneta fue proyectada para equipar un impulsor turbodiésel de 4 cilindros en línea y de 2.5 litros, capaz de desarrollar una potencia de 86 kW (115 hp) y un torque de 280 N⋅m (207 lb⋅ft). Este motor, fue acoplado a una transmisión manual de 5 velocidades, con tracción trasera o tracción total, y con reducción de engranaje opcional. La producción de esta camioneta, se dio a colación de un convenio firmado entre Peugeot y el fabricante chino Dongfeng, que previamente había desarrollado el Dongfeng Rich, modelo desarrollado conjuntamente entre Nissan y Dongfeng.

## Segunda generación (D40; 2005-2014)

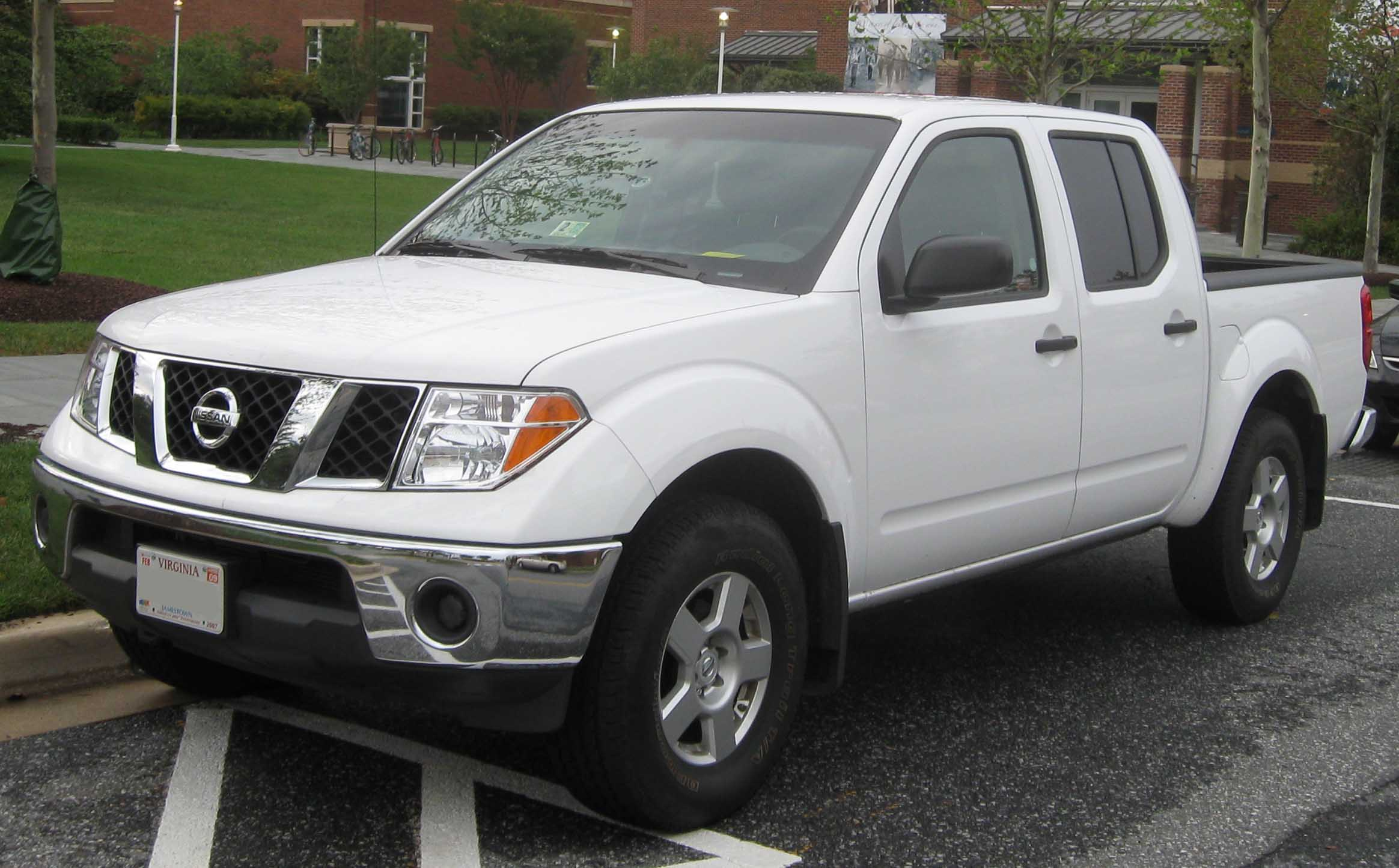
2005-2008 Nissan Frontier SE Cabina Doble.

La Frontier D40 de tercera generación Fabricada en EE. UU. recibió una actualización y comparte la plataforma con el Nissan Titán. Con un motor V6 de 4.0L VQ40DE. Es similar al Pathfinder solo que tiene caja de carga. También se prevé una versión rebautizada como Suzuki Equador para Norteamérica. Ahora la fábrica de Barcelona y Sudáfrica igual están produciendo la última generación y exportando a otros mercados donde se comercializa la anterior generación. D22 como Brasil y México. Esta versión no fue muy vendida, por lo que se vende actualmente la anterior generación D-22 a Europa, Asia, México, Sudamérica, África y Oceanía como NP-300, y Chile como Terrano D22. Un fenómeno raro ya que estaba descontinuada.
Versiones EE.UU. y Canadá:

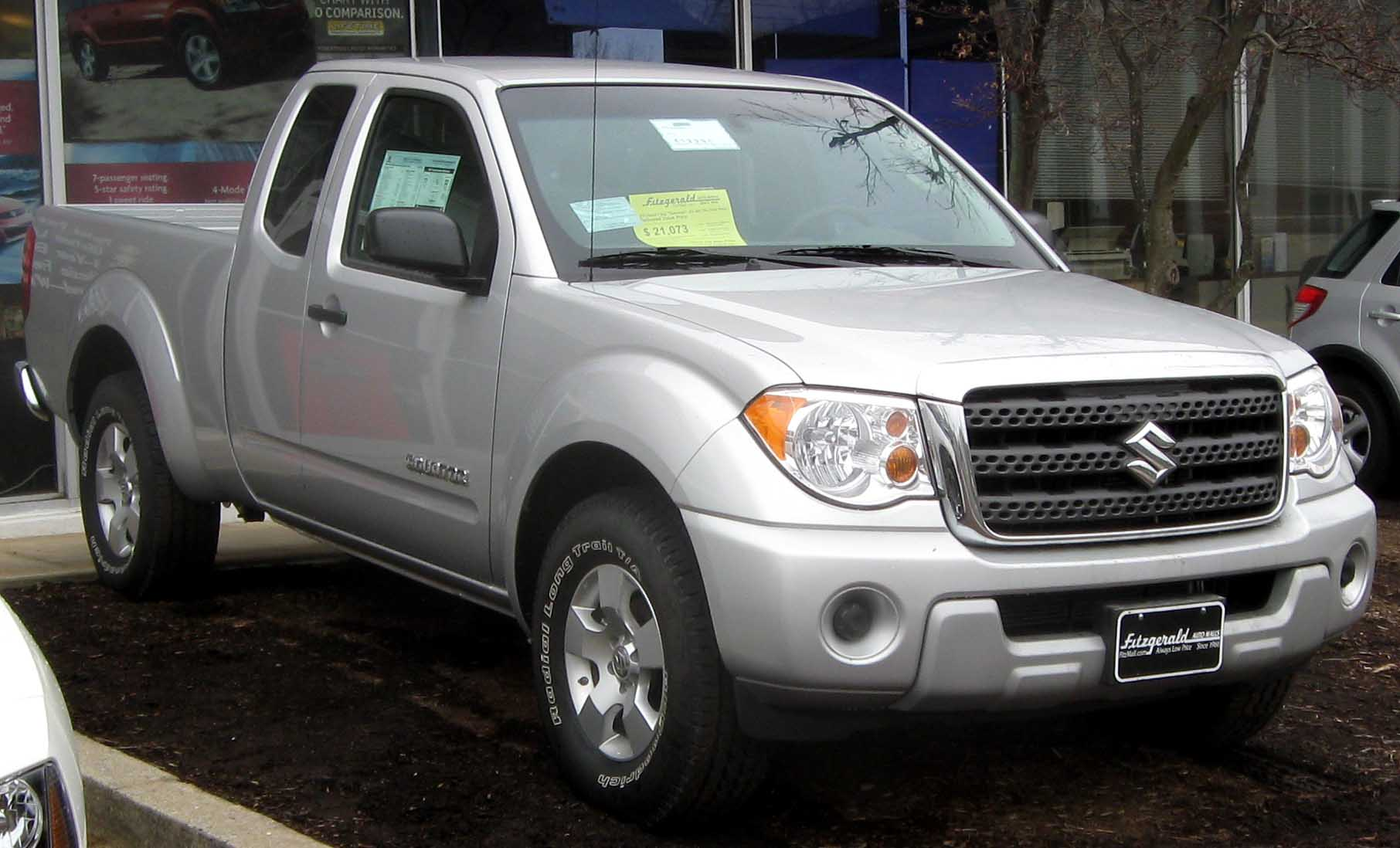
La Suzuki Equator (2009- presente) está basada en la Nissan Frontier y es ensamblada por Nissan.

- Cabina Larga: XE, SE PRO-4X(4X2 o 4x4)
- Cabina Doble: XE, SE, LE, PRO-4X, Nismo (4x2, 4x4 Alta o 4X4 Baja)

En otros mercados se fabrica con motor a gasolina y diésel en versiones 4x2, 4x4 con transmisión manual y automática.
Fábricas 
- Estados Unidos: Fue el primer país donde se fabricó. Desde el 2005
- España: Se fabrica desde hace 2 años porque se comercializaba la anterior generación.
- Sudáfrica: Conocida como HardBody es la versión similar a la española.
- Brasil: Se fabricó desde 2008 hasta 2015 pero manteniendo las motorizaciones flex de la generación anterior.
- Tailandia: Métodos de fabricación distintos a los de España ya que el modelo probado por EuroNcap no rige para el modelo tailandés.

Nombres por país: 
- Frontier: Estados Unidos, Canadá, Bolivia, Perú, Brasil, Nicaragua y Argentina.
- Frontier V6: México.
- Navara: Colombia, Ecuador, Chile, Guatemala, Panamá y Honduras.
- Navara (versión diésel): Australia, Nueva Zelanda, Europa, Bolivia, Nicaragua, Chile y Paraguay
- Asia y Japón: no se comercializó.
- Hardbody: Sudáfrica.
- Terrano: Chile (Terrano y Navara son 2 modelos distintos en este país).

## Tercera generación (2014-presente)
El 11 de junio de 2014, Nissan reveló la cuarta generación Navara (ahora conocido como el Navara NP300) y es el nombre en código D23. La D23 no estará disponible en los EE. UU. La producción en serie comenzará en una nueva planta de $ 360 millones en Samut Prakan (Tailandia) en julio de 2014, y las entregas comenzaron en agosto. Un portavoz de Nissan North America, Dan Bedore, ha declarado que la D23 no es indicativo de un reemplazo D40 Frontier. El modelo europeo contará con un motor de 2.3 litros del Nissan NV400.
La producción en Argentina comenzó el 30 de julio de 2018.

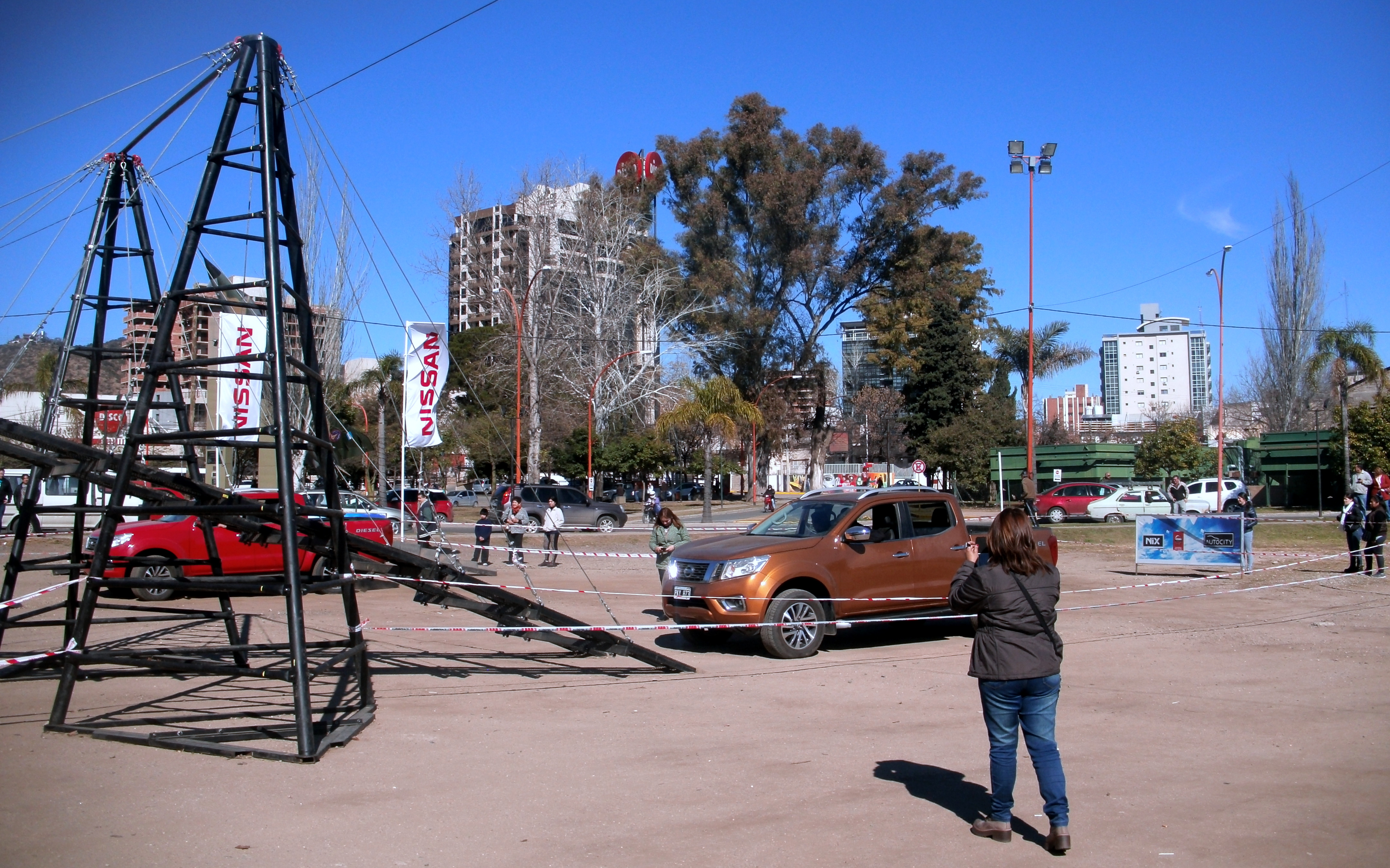
Cuarta generación de la pick up en un test drive en Villa Carlos Paz.

### Versiones de Renault y Mercedes-Benz
En 2014 Renault y Mercedes-Benz anunciaron que fabricarán una Pick-Up basada en la Nissan Frontier de Cuarta generación. El nombre que se le dará para la versión de Renault será Renault Alaskan, mientras para la versión de Mercedes sería Clase X y siendo una pick-up de alta gama, mientras que la Alaskan competirá con los Toyota Hilux, Ford Ranger, Volkswagen Amarok y Chevrolet S10. El proyecto fue abandonado en el 2019 por la Clase X. En mayo de 2020 Renault Argentina anunció a la prensa que la Alaskan será ensamblada en Argentina antes de fin de año.